# Lista di asteroidi (802001-803000)
Di seguito una lista di asteroidi dal numero 802001  al 803000 con data di scoperta e scopritore.

## 802001–802100
| Nome   | Designazione provvisoria | Data di scoperta  | Scopritore                |
| ------ | ------------------------ | ----------------- | ------------------------- |
| 802001 | 2015 AT75                | 13 gennaio 2015   | Pan-STARRS                |
| 802002 | 2015 AJ78                | 2 aprile 2005     | Mount Lemmon Survey       |
| 802003 | 2015 AN80                | 31 ottobre 2008   | Mount Lemmon Survey       |
| 802004 | 2015 AK83                | 10 settembre 2013 | Pan-STARRS                |
| 802005 | 2015 AJ84                | 21 dicembre 2014  | Pan-STARRS                |
| 802006 | 2015 AC86                | 13 gennaio 2015   | Pan-STARRS                |
| 802007 | 2015 AK87                | 13 gennaio 2015   | Pan-STARRS                |
| 802008 | 2015 AH91                | 21 dicembre 2014  | Pan-STARRS                |
| 802009 | 2015 AV91                | 30 luglio 2000    | DES                       |
| 802010 | 2015 AW93                | 7 novembre 2005   | Osservatorio di Mauna Kea |
| 802011 | 2015 AO96                | 14 gennaio 2015   | Pan-STARRS                |
| 802012 | 2015 AS96                | 14 gennaio 2015   | Pan-STARRS                |
| 802013 | 2015 AS98                | 14 gennaio 2015   | Pan-STARRS                |
| 802014 | 2015 AX99                | 21 dicembre 2014  | Mount Lemmon Survey       |
| 802015 | 2015 AK102               | 14 gennaio 2015   | Pan-STARRS                |
| 802016 | 2015 AJ103               | 21 dicembre 2014  | Mount Lemmon Survey       |
| 802017 | 2015 AL105               | 9 ottobre 2013    | Mount Lemmon Survey       |
| 802018 | 2015 AO105               | 13 settembre 2013 | Spacewatch                |
| 802019 | 2015 AW105               | 14 gennaio 2015   | Pan-STARRS                |
| 802020 | 2015 AM106               | 5 febbraio 2011   | Mount Lemmon Survey       |
| 802021 | 2015 AV109               | 21 dicembre 2014  | Pan-STARRS                |
| 802022 | 2015 AR112               | 21 dicembre 2014  | Pan-STARRS                |
| 802023 | 2015 AR119               | 1 settembre 2013  | Pan-STARRS                |
| 802024 | 2015 AA121               | 14 gennaio 2015   | Pan-STARRS                |
| 802025 | 2015 AW127               | 14 settembre 2013 | Pan-STARRS                |
| 802026 | 2015 AA129               | 21 dicembre 2014  | Pan-STARRS                |
| 802027 | 2015 AZ132               | 14 gennaio 2015   | Pan-STARRS                |
| 802028 | 2015 AS137               | 14 gennaio 2015   | Pan-STARRS                |
| 802029 | 2015 AD140               | 14 gennaio 2015   | Pan-STARRS                |
| 802030 | 2015 AR140               | 14 gennaio 2015   | Pan-STARRS                |
| 802031 | 2015 AU140               | 17 novembre 2009  | Spacewatch                |
| 802032 | 2015 AE144               | 3 ottobre 2013    | Pan-STARRS                |
| 802033 | 2015 AC147               | 20 dicembre 2009  | Mount Lemmon Survey       |
| 802034 | 2015 AS147               | 4 agosto 2005     | NEAT                      |
| 802035 | 2015 AG148               | 14 gennaio 2015   | Pan-STARRS                |
| 802036 | 2015 AN148               | 14 gennaio 2015   | Pan-STARRS                |
| 802037 | 2015 AT151               | 16 settembre 2009 | Spacewatch                |
| 802038 | 2015 AN152               | 14 gennaio 2015   | Pan-STARRS                |
| 802039 | 2015 AU152               | 21 dicembre 2014  | Pan-STARRS                |
| 802040 | 2015 AY153               | 14 gennaio 2015   | Pan-STARRS                |
| 802041 | 2015 AK154               | 21 dicembre 2014  | Pan-STARRS                |
| 802042 | 2015 AS154               | 14 gennaio 2015   | Pan-STARRS                |
| 802043 | 2015 AU161               | 14 gennaio 2002   | La Palma Obs.             |
| 802044 | 2015 AT162               | 14 gennaio 2015   | Pan-STARRS                |
| 802045 | 2015 AH163               | 21 dicembre 2014  | Mount Lemmon Survey       |
| 802046 | 2015 AC165               | 14 gennaio 2015   | Pan-STARRS                |
| 802047 | 2015 AZ167               | 14 luglio 2013    | Pan-STARRS                |
| 802048 | 2015 AO172               | 16 settembre 2013 | Mount Lemmon Survey       |
| 802049 | 2015 AR173               | 14 gennaio 2015   | Pan-STARRS                |
| 802050 | 2015 AJ175               | 14 gennaio 2015   | Pan-STARRS                |
| 802051 | 2015 AD176               | 14 gennaio 2015   | Pan-STARRS                |
| 802052 | 2015 AW178               | 14 gennaio 2015   | Pan-STARRS                |
| 802053 | 2015 AD183               | 25 gennaio 2006   | Spacewatch                |
| 802054 | 2015 AJ183               | 3 ottobre 2013    | Mount Lemmon Survey       |
| 802055 | 2015 AB184               | 14 gennaio 2015   | Pan-STARRS                |
| 802056 | 2015 AC186               | 14 gennaio 2015   | Pan-STARRS                |
| 802057 | 2015 AH188               | 14 gennaio 2015   | Pan-STARRS                |
| 802058 | 2015 AK194               | 13 luglio 2001    | NEAT                      |
| 802059 | 2015 AL198               | 8 febbraio 2011   | Mount Lemmon Survey       |
| 802060 | 2015 AN202               | 30 gennaio 2011   | Pan-STARRS                |
| 802061 | 2015 AK206               | 15 agosto 2013    | Pan-STARRS                |
| 802062 | 2015 AB209               | 21 novembre 2014  | Pan-STARRS                |
| 802063 | 2015 AL211               | 15 gennaio 2015   | Pan-STARRS                |
| 802064 | 2015 AS215               | 15 gennaio 2015   | Pan-STARRS                |
| 802065 | 2015 AS216               | 11 dicembre 2009  | Mount Lemmon Survey       |
| 802066 | 2015 AJ217               | 15 gennaio 2015   | Pan-STARRS                |
| 802067 | 2015 AY217               | 15 gennaio 2015   | Pan-STARRS                |
| 802068 | 2015 AU220               | 15 gennaio 2015   | Pan-STARRS                |
| 802069 | 2015 AQ222               | 18 dicembre 2014  | Pan-STARRS                |
| 802070 | 2015 AR226               | 15 gennaio 2015   | Pan-STARRS                |
| 802071 | 2015 AZ226               | 15 agosto 2013    | Pan-STARRS                |
| 802072 | 2015 AB228               | 13 marzo 2004     | NEAT                      |
| 802073 | 2015 AG231               | 25 ottobre 2009   | Spacewatch                |
| 802074 | 2015 AZ232               | 26 dicembre 2009  | Spacewatch                |
| 802075 | 2015 AM240               | 15 gennaio 2015   | Pan-STARRS                |
| 802076 | 2015 AN249               | 13 gennaio 2015   | Pan-STARRS                |
| 802077 | 2015 AM254               | 21 dicembre 2014  | Pan-STARRS                |
| 802078 | 2015 AL261               | 27 febbraio 2012  | Pan-STARRS                |
| 802079 | 2015 AL265               | 15 agosto 2013    | Pan-STARRS                |
| 802080 | 2015 AT265               | 14 settembre 2013 | Pan-STARRS                |
| 802081 | 2015 AS266               | 13 gennaio 2015   | Pan-STARRS                |
| 802082 | 2015 AN268               | 16 novembre 2009  | Mount Lemmon Survey       |
| 802083 | 2015 AR268               | 13 gennaio 2015   | Pan-STARRS                |
| 802084 | 2015 AL275               | 14 gennaio 2015   | Pan-STARRS                |
| 802085 | 2015 AU275               | 15 gennaio 2015   | Mount Lemmon Survey       |
| 802086 | 2015 AL278               | 15 gennaio 2015   | Pan-STARRS                |
| 802087 | 2015 AQ278               | 27 febbraio 2006  | Spacewatch                |
| 802088 | 2015 AW281               | 15 gennaio 2015   | Pan-STARRS                |
| 802089 | 2015 AC284               | 10 dicembre 2014  | Pan-STARRS                |
| 802090 | 2015 AJ284               | 17 novembre 2009  | Mount Lemmon Survey       |
| 802091 | 2015 AX285               | 14 gennaio 2015   | Pan-STARRS                |
| 802092 | 2015 AD286               | 14 agosto 2012    | Pan-STARRS                |
| 802093 | 2015 AV286               | 26 aprile 2011    | Mount Lemmon Survey       |
| 802094 | 2015 AR292               | 15 gennaio 2015   | Pan-STARRS                |
| 802095 | 2015 AU292               | 17 gennaio 2015   | Pan-STARRS                |
| 802096 | 2015 AP293               | 21 gennaio 2015   | Pan-STARRS                |
| 802097 | 2015 AO298               | 14 gennaio 2015   | Pan-STARRS                |
| 802098 | 2015 AP298               | 14 gennaio 2015   | Pan-STARRS                |
| 802099 | 2015 AZ301               | 13 gennaio 2015   | Pan-STARRS                |
| 802100 | 2015 AX302               | 11 gennaio 2015   | Pan-STARRS                |

## 802101–802200
| Nome   | Designazione provvisoria | Data di scoperta  | Scopritore                |
| ------ | ------------------------ | ----------------- | ------------------------- |
| 802101 | 2015 AK303               | 15 gennaio 2015   | Mount Lemmon Survey       |
| 802102 | 2015 AO303               | 15 gennaio 2015   | Mount Lemmon Survey       |
| 802103 | 2015 AB305               | 15 gennaio 2015   | Mount Lemmon Survey       |
| 802104 | 2015 AX306               | 15 gennaio 2015   | Pan-STARRS                |
| 802105 | 2015 AA307               | 14 gennaio 2015   | Pan-STARRS                |
| 802106 | 2015 AR308               | 14 gennaio 2015   | Pan-STARRS                |
| 802107 | 2015 BR9                 | 2 marzo 2011      | Mount Lemmon Survey       |
| 802108 | 2015 BX10                | 29 dicembre 2014  | Pan-STARRS                |
| 802109 | 2015 BA12                | 30 novembre 2014  | Pan-STARRS                |
| 802110 | 2015 BH12                | 1 ottobre 2013    | Mount Lemmon Survey       |
| 802111 | 2015 BA15                | 21 dicembre 2014  | Pan-STARRS                |
| 802112 | 2015 BC16                | 16 gennaio 2015   | Mount Lemmon Survey       |
| 802113 | 2015 BV18                | 16 gennaio 2015   | Pan-STARRS                |
| 802114 | 2015 BE19                | 16 luglio 2004    | Cerro Tololo Obs.         |
| 802115 | 2015 BR21                | 2 settembre 2010  | Mount Lemmon Survey       |
| 802116 | 2015 BY23                | 13 maggio 2011    | Mount Lemmon Survey       |
| 802117 | 2015 BK33                | 16 gennaio 2015   | Pan-STARRS                |
| 802118 | 2015 BY34                | 16 gennaio 2015   | Pan-STARRS                |
| 802119 | 2015 BK38                | 17 gennaio 2015   | Mount Lemmon Survey       |
| 802120 | 2015 BV38                | 26 ottobre 2008   | Mount Lemmon Survey       |
| 802121 | 2015 BN39                | 29 dicembre 2014  | Pan-STARRS                |
| 802122 | 2015 BC40                | 29 dicembre 2014  | Pan-STARRS                |
| 802123 | 2015 BU43                | 26 novembre 2014  | Pan-STARRS                |
| 802124 | 2015 BM44                | 14 marzo 2011     | Mount Lemmon Survey       |
| 802125 | 2015 BE46                | 17 gennaio 2015   | Pan-STARRS                |
| 802126 | 2015 BL47                | 17 gennaio 2015   | Pan-STARRS                |
| 802127 | 2015 BT47                | 6 marzo 2011      | Spacewatch                |
| 802128 | 2015 BE49                | 3 aprile 2011     | Pan-STARRS                |
| 802129 | 2015 BR49                | 17 gennaio 2015   | Pan-STARRS                |
| 802130 | 2015 BH51                | 17 gennaio 2015   | Pan-STARRS                |
| 802131 | 2015 BS51                | 17 gennaio 2015   | Pan-STARRS                |
| 802132 | 2015 BT53                | 17 gennaio 2015   | Pan-STARRS                |
| 802133 | 2015 BG56                | 17 gennaio 2015   | Mount Lemmon Survey       |
| 802134 | 2015 BR57                | 17 gennaio 2015   | Pan-STARRS                |
| 802135 | 2015 BC59                | 26 novembre 2014  | Pan-STARRS                |
| 802136 | 2015 BF67                | 17 gennaio 2015   | Pan-STARRS                |
| 802137 | 2015 BO69                | 17 gennaio 2015   | Pan-STARRS                |
| 802138 | 2015 BO72                | 17 gennaio 2015   | Pan-STARRS                |
| 802139 | 2015 BN76                | 17 gennaio 2015   | Pan-STARRS                |
| 802140 | 2015 BD80                | 25 novembre 2009  | Spacewatch                |
| 802141 | 2015 BA83                | 18 gennaio 2015   | Mount Lemmon Survey       |
| 802142 | 2015 BC85                | 14 agosto 2013    | Pan-STARRS                |
| 802143 | 2015 BR88                | 18 gennaio 2015   | Pan-STARRS                |
| 802144 | 2015 BF95                | 16 gennaio 2015   | Pan-STARRS                |
| 802145 | 2015 BH106               | 16 gennaio 2015   | Pan-STARRS                |
| 802146 | 2015 BU106               | 12 settembre 2013 | CSS                       |
| 802147 | 2015 BW106               | 6 settembre 2008  | Mount Lemmon Survey       |
| 802148 | 2015 BJ107               | 16 gennaio 2015   | Pan-STARRS                |
| 802149 | 2015 BU110               | 29 dicembre 2014  | Pan-STARRS                |
| 802150 | 2015 BP117               | 17 gennaio 2015   | Mount Lemmon Survey       |
| 802151 | 2015 BJ119               | 26 febbraio 2008  | Mount Lemmon Survey       |
| 802152 | 2015 BW123               | 20 settembre 2008 | Mount Lemmon Survey       |
| 802153 | 2015 BL127               | 17 gennaio 2015   | Pan-STARRS                |
| 802154 | 2015 BT127               | 28 settembre 2001 | NEAT                      |
| 802155 | 2015 BU127               | 17 gennaio 2015   | Pan-STARRS                |
| 802156 | 2015 BM132               | 17 gennaio 2015   | Pan-STARRS                |
| 802157 | 2015 BZ135               | 17 gennaio 2015   | Pan-STARRS                |
| 802158 | 2015 BE137               | 25 febbraio 2006  | Spacewatch                |
| 802159 | 2015 BV137               | 4 novembre 2004   | Spacewatch                |
| 802160 | 2015 BY144               | 17 gennaio 2015   | Pan-STARRS                |
| 802161 | 2015 BF147               | 17 gennaio 2015   | Pan-STARRS                |
| 802162 | 2015 BA148               | 17 gennaio 2015   | Pan-STARRS                |
| 802163 | 2015 BL148               | 17 gennaio 2015   | Pan-STARRS                |
| 802164 | 2015 BU149               | 17 gennaio 2015   | Pan-STARRS                |
| 802165 | 2015 BY151               | 17 gennaio 2015   | Pan-STARRS                |
| 802166 | 2015 BP152               | 17 gennaio 2015   | Pan-STARRS                |
| 802167 | 2015 BR154               | 17 gennaio 2015   | Pan-STARRS                |
| 802168 | 2015 BZ155               | 17 gennaio 2015   | Pan-STARRS                |
| 802169 | 2015 BP158               | 17 gennaio 2015   | Pan-STARRS                |
| 802170 | 2015 BT161               | 17 gennaio 2015   | Pan-STARRS                |
| 802171 | 2015 BV161               | 17 gennaio 2015   | Pan-STARRS                |
| 802172 | 2015 BW162               | 24 ottobre 2013   | Mount Lemmon Survey       |
| 802173 | 2015 BM167               | 17 gennaio 2015   | Pan-STARRS                |
| 802174 | 2015 BY168               | 17 gennaio 2015   | Pan-STARRS                |
| 802175 | 2015 BF170               | 17 gennaio 2015   | Pan-STARRS                |
| 802176 | 2015 BG170               | 17 gennaio 2015   | Pan-STARRS                |
| 802177 | 2015 BL170               | 17 gennaio 2015   | Pan-STARRS                |
| 802178 | 2015 BL172               | 23 febbraio 2012  | Mount Lemmon Survey       |
| 802179 | 2015 BF176               | 17 gennaio 2015   | Pan-STARRS                |
| 802180 | 2015 BB177               | 26 ottobre 2005   | Spacewatch                |
| 802181 | 2015 BP177               | 17 gennaio 2015   | Pan-STARRS                |
| 802182 | 2015 BD178               | 15 settembre 2013 | Spacewatch                |
| 802183 | 2015 BV179               | 17 gennaio 2015   | Pan-STARRS                |
| 802184 | 2015 BU180               | 17 gennaio 2015   | Pan-STARRS                |
| 802185 | 2015 BJ181               | 4 novembre 2013   | Mount Lemmon Survey       |
| 802186 | 2015 BJ183               | 17 gennaio 2015   | Pan-STARRS                |
| 802187 | 2015 BN184               | 17 gennaio 2015   | Pan-STARRS                |
| 802188 | 2015 BD187               | 4 novembre 2013   | Mount Lemmon Survey       |
| 802189 | 2015 BE187               | 3 ottobre 2013    | Spacewatch                |
| 802190 | 2015 BK188               | 17 gennaio 2015   | Pan-STARRS                |
| 802191 | 2015 BT189               | 17 febbraio 2001  | Spacewatch                |
| 802192 | 2015 BV190               | 9 gennaio 2006    | Spacewatch                |
| 802193 | 2015 BJ192               | 9 novembre 2004   | Osservatorio di Mauna Kea |
| 802194 | 2015 BY192               | 17 gennaio 2015   | Pan-STARRS                |
| 802195 | 2015 BQ194               | 17 gennaio 2015   | Pan-STARRS                |
| 802196 | 2015 BP196               | 17 gennaio 2015   | Pan-STARRS                |
| 802197 | 2015 BS196               | 17 gennaio 2015   | Pan-STARRS                |
| 802198 | 2015 BU197               | 17 gennaio 2015   | Pan-STARRS                |
| 802199 | 2015 BF198               | 31 maggio 2006    | Mount Lemmon Survey       |
| 802200 | 2015 BA199               | 17 gennaio 2015   | Pan-STARRS                |

## 802201–802300
| Nome   | Designazione provvisoria | Data di scoperta  | Scopritore          |
| ------ | ------------------------ | ----------------- | ------------------- |
| 802201 | 2015 BL199               | 17 gennaio 2015   | Pan-STARRS          |
| 802202 | 2015 BH201               | 10 febbraio 2011  | Mount Lemmon Survey |
| 802203 | 2015 BC206               | 10 settembre 2007 | Mount Lemmon Survey |
| 802204 | 2015 BW213               | 17 gennaio 2015   | Mount Lemmon Survey |
| 802205 | 2015 BF215               | 10 novembre 2009  | Mount Lemmon Survey |
| 802206 | 2015 BT216               | 18 gennaio 2015   | Pan-STARRS          |
| 802207 | 2015 BB217               | 26 dicembre 2014  | Pan-STARRS          |
| 802208 | 2015 BV217               | 24 settembre 2013 | Spacewatch          |
| 802209 | 2015 BW218               | 14 ottobre 2009   | Mount Lemmon Survey |
| 802210 | 2015 BR222               | 18 gennaio 2015   | Mount Lemmon Survey |
| 802211 | 2015 BP225               | 18 gennaio 2015   | Mount Lemmon Survey |
| 802212 | 2015 BV228               | 29 dicembre 2014  | Pan-STARRS          |
| 802213 | 2015 BW228               | 2 ottobre 2013    | Mount Lemmon Survey |
| 802214 | 2015 BN231               | 29 dicembre 2014  | Pan-STARRS          |
| 802215 | 2015 BS233               | 18 gennaio 2015   | Pan-STARRS          |
| 802216 | 2015 BQ235               | 18 gennaio 2015   | Pan-STARRS          |
| 802217 | 2015 BY235               | 18 gennaio 2015   | Pan-STARRS          |
| 802218 | 2015 BK236               | 10 marzo 2011     | Spacewatch          |
| 802219 | 2015 BC237               | 18 gennaio 2015   | Mount Lemmon Survey |
| 802220 | 2015 BC239               | 18 gennaio 2015   | Mount Lemmon Survey |
| 802221 | 2015 BX240               | 18 gennaio 2015   | Pan-STARRS          |
| 802222 | 2015 BJ244               | 4 ottobre 2013    | Mount Lemmon Survey |
| 802223 | 2015 BJ246               | 20 febbraio 2006  | Mount Lemmon Survey |
| 802224 | 2015 BX246               | 18 gennaio 2015   | Pan-STARRS          |
| 802225 | 2015 BW258               | 18 gennaio 2015   | Pan-STARRS          |
| 802226 | 2015 BO259               | 3 ottobre 2013    | Pan-STARRS          |
| 802227 | 2015 BQ259               | 18 gennaio 2015   | Pan-STARRS          |
| 802228 | 2015 BR261               | 18 gennaio 2015   | Mount Lemmon Survey |
| 802229 | 2015 BL262               | 18 gennaio 2015   | Pan-STARRS          |
| 802230 | 2015 BA263               | 18 gennaio 2015   | Pan-STARRS          |
| 802231 | 2015 BX264               | 18 gennaio 2015   | Pan-STARRS          |
| 802232 | 2015 BP268               | 28 novembre 2014  | Pan-STARRS          |
| 802233 | 2015 BU272               | 24 novembre 2014  | Mount Lemmon Survey |
| 802234 | 2015 BW279               | 16 ottobre 2009   | Mount Lemmon Survey |
| 802235 | 2015 BR282               | 19 gennaio 2015   | Pan-STARRS          |
| 802236 | 2015 BQ286               | 2 dicembre 2014   | Pan-STARRS          |
| 802237 | 2015 BX287               | 19 gennaio 2015   | Pan-STARRS          |
| 802238 | 2015 BZ291               | 19 gennaio 2015   | Pan-STARRS          |
| 802239 | 2015 BZ293               | 19 gennaio 2015   | Pan-STARRS          |
| 802240 | 2015 BY294               | 19 gennaio 2015   | Pan-STARRS          |
| 802241 | 2015 BV295               | 19 gennaio 2015   | Pan-STARRS          |
| 802242 | 2015 BH300               | 2 marzo 2008      | Mount Lemmon Survey |
| 802243 | 2015 BN307               | 20 gennaio 2015   | Mount Lemmon Survey |
| 802244 | 2015 BU312               | 16 gennaio 2015   | Pan-STARRS          |
| 802245 | 2015 BS314               | 16 gennaio 2015   | Pan-STARRS          |
| 802246 | 2015 BR317               | 17 gennaio 2015   | Pan-STARRS          |
| 802247 | 2015 BT318               | 17 gennaio 2015   | Pan-STARRS          |
| 802248 | 2015 BV318               | 17 gennaio 2015   | Pan-STARRS          |
| 802249 | 2015 BC326               | 17 gennaio 2015   | Pan-STARRS          |
| 802250 | 2015 BS327               | 17 novembre 2007  | Mount Lemmon Survey |
| 802251 | 2015 BR329               | 17 gennaio 2015   | Pan-STARRS          |
| 802252 | 2015 BF332               | 17 gennaio 2015   | Pan-STARRS          |
| 802253 | 2015 BM332               | 17 gennaio 2015   | Pan-STARRS          |
| 802254 | 2015 BU336               | 17 gennaio 2015   | Pan-STARRS          |
| 802255 | 2015 BA337               | 17 gennaio 2015   | Pan-STARRS          |
| 802256 | 2015 BO339               | 17 gennaio 2015   | Pan-STARRS          |
| 802257 | 2015 BO344               | 1 novembre 2013   | Mount Lemmon Survey |
| 802258 | 2015 BX344               | 17 gennaio 2015   | Pan-STARRS          |
| 802259 | 2015 BV347               | 18 gennaio 2015   | Pan-STARRS          |
| 802260 | 2015 BV349               | 18 gennaio 2015   | Pan-STARRS          |
| 802261 | 2015 BV350               | 18 gennaio 2015   | Pan-STARRS          |
| 802262 | 2015 BA352               | 18 gennaio 2015   | Pan-STARRS          |
| 802263 | 2015 BG352               | 18 gennaio 2015   | Pan-STARRS          |
| 802264 | 2015 BO358               | 17 novembre 2009  | Mount Lemmon Survey |
| 802265 | 2015 BP360               | 20 gennaio 2015   | Pan-STARRS          |
| 802266 | 2015 BH367               | 5 ottobre 2013    | Pan-STARRS          |
| 802267 | 2015 BM368               | 29 dicembre 2014  | Pan-STARRS          |
| 802268 | 2015 BK369               | 21 dicembre 2014  | Pan-STARRS          |
| 802269 | 2015 BX371               | 20 gennaio 2015   | Pan-STARRS          |
| 802270 | 2015 BH372               | 20 gennaio 2015   | Pan-STARRS          |
| 802271 | 2015 BS376               | 12 ottobre 2013   | Mount Lemmon Survey |
| 802272 | 2015 BM377               | 29 dicembre 2014  | Pan-STARRS          |
| 802273 | 2015 BQ377               | 20 gennaio 2015   | Pan-STARRS          |
| 802274 | 2015 BD383               | 20 gennaio 2015   | Pan-STARRS          |
| 802275 | 2015 BH383               | 5 ottobre 2013    | Pan-STARRS          |
| 802276 | 2015 BT384               | 20 gennaio 2015   | Pan-STARRS          |
| 802277 | 2015 BY385               | 20 settembre 2008 | Mount Lemmon Survey |
| 802278 | 2015 BX396               | 20 gennaio 2015   | Pan-STARRS          |
| 802279 | 2015 BE401               | 20 gennaio 2015   | Pan-STARRS          |
| 802280 | 2015 BN401               | 5 novembre 2010   | Mount Lemmon Survey |
| 802281 | 2015 BO406               | 30 marzo 2011     | Mount Lemmon Survey |
| 802282 | 2015 BD421               | 20 gennaio 2015   | Pan-STARRS          |
| 802283 | 2015 BV424               | 20 gennaio 2015   | Pan-STARRS          |
| 802284 | 2015 BV427               | 20 gennaio 2015   | Pan-STARRS          |
| 802285 | 2015 BW428               | 20 gennaio 2015   | Pan-STARRS          |
| 802286 | 2015 BB432               | 20 gennaio 2015   | Pan-STARRS          |
| 802287 | 2015 BT432               | 20 gennaio 2015   | Pan-STARRS          |
| 802288 | 2015 BP438               | 20 gennaio 2015   | Pan-STARRS          |
| 802289 | 2015 BF448               | 27 novembre 2013  | Pan-STARRS          |
| 802290 | 2015 BC449               | 16 febbraio 2010  | Mount Lemmon Survey |
| 802291 | 2015 BH458               | 20 gennaio 2015   | Pan-STARRS          |
| 802292 | 2015 BG460               | 20 gennaio 2015   | Pan-STARRS          |
| 802293 | 2015 BR462               | 20 gennaio 2015   | Pan-STARRS          |
| 802294 | 2015 BT462               | 16 settembre 2012 | Spacewatch          |
| 802295 | 2015 BU462               | 20 gennaio 2015   | Pan-STARRS          |
| 802296 | 2015 BK466               | 20 gennaio 2015   | Pan-STARRS          |
| 802297 | 2015 BN470               | 18 ottobre 2004   | DES                 |
| 802298 | 2015 BN472               | 20 gennaio 2015   | Pan-STARRS          |
| 802299 | 2015 BQ472               | 17 novembre 2009  | Spacewatch          |
| 802300 | 2015 BS473               | 25 ottobre 2013   | Mount Lemmon Survey |

## 802301–802400
| Nome   | Designazione provvisoria | Data di scoperta | Scopritore          |
| ------ | ------------------------ | ---------------- | ------------------- |
| 802301 | 2015 BA475               | 6 settembre 2008 | Mount Lemmon Survey |
| 802302 | 2015 BJ477               | 7 settembre 2008 | Mount Lemmon Survey |
| 802303 | 2015 BO479               | 20 gennaio 2015  | Pan-STARRS          |
| 802304 | 2015 BV480               | 20 gennaio 2015  | Pan-STARRS          |
| 802305 | 2015 BW481               | 20 gennaio 2015  | Pan-STARRS          |
| 802306 | 2015 BY482               | 20 gennaio 2015  | Pan-STARRS          |
| 802307 | 2015 BP488               | 20 gennaio 2015  | Pan-STARRS          |
| 802308 | 2015 BQ488               | 3 ottobre 2013   | Mount Lemmon Survey |
| 802309 | 2015 BX496               | 9 novembre 2013  | Pan-STARRS          |
| 802310 | 2015 BM498               | 20 gennaio 2015  | Pan-STARRS          |
| 802311 | 2015 BP502               | 20 gennaio 2015  | Pan-STARRS          |
| 802312 | 2015 BK505               | 20 gennaio 2015  | Pan-STARRS          |
| 802313 | 2015 BL519               | 23 gennaio 2015  | Pan-STARRS          |
| 802314 | 2015 BA520               | 18 gennaio 2015  | Pan-STARRS          |
| 802315 | 2015 BQ520               | 30 agosto 2011   | Pan-STARRS          |
| 802316 | 2015 BS520               | 23 gennaio 2015  | Pan-STARRS          |
| 802317 | 2015 BV521               | 28 gennaio 2015  | Pan-STARRS          |
| 802318 | 2015 BZ528               | 16 gennaio 2015  | Pan-STARRS          |
| 802319 | 2015 BV530               | 21 gennaio 2015  | Pan-STARRS          |
| 802320 | 2015 BP532               | 24 gennaio 2015  | Pan-STARRS          |
| 802321 | 2015 BU540               | 8 settembre 2007 | Mount Lemmon Survey |
| 802322 | 2015 BT543               | 20 gennaio 2015  | Pan-STARRS          |
| 802323 | 2015 BM548               | 17 gennaio 2015  | Pan-STARRS          |
| 802324 | 2015 BN549               | 5 ottobre 2013   | Pan-STARRS          |
| 802325 | 2015 BM552               | 18 gennaio 2015  | Pan-STARRS          |
| 802326 | 2015 BH553               | 2 novembre 2013  | Mount Lemmon Survey |
| 802327 | 2015 BX560               | 9 febbraio 2010  | Spacewatch          |
| 802328 | 2015 BA565               | 26 marzo 2011    | Mount Lemmon Survey |
| 802329 | 2015 BS568               | 28 gennaio 2015  | Pan-STARRS          |
| 802330 | 2015 BF569               | 7 aprile 2017    | Mount Lemmon Survey |
| 802331 | 2015 BT569               | 20 gennaio 2015  | Pan-STARRS          |
| 802332 | 2015 BD570               | 18 gennaio 2015  | Pan-STARRS          |
| 802333 | 2015 BK571               | 25 ottobre 2000  | LINEAR              |
| 802334 | 2015 BR571               | 26 gennaio 2015  | Pan-STARRS          |
| 802335 | 2015 BZ571               | 20 gennaio 2015  | Pan-STARRS          |
| 802336 | 2015 BB572               | 16 gennaio 2015  | Pan-STARRS          |
| 802337 | 2015 BE573               | 17 gennaio 2015  | Pan-STARRS          |
| 802338 | 2015 BD575               | 27 gennaio 2015  | Pan-STARRS          |
| 802339 | 2015 BK576               | 16 gennaio 2015  | Pan-STARRS          |
| 802340 | 2015 BO576               | 6 febbraio 2016  | Pan-STARRS          |
| 802341 | 2015 BY576               | 18 gennaio 2015  | Mount Lemmon Survey |
| 802342 | 2015 BG579               | 20 gennaio 2015  | Pan-STARRS          |
| 802343 | 2015 BU579               | 29 gennaio 2015  | Pan-STARRS          |
| 802344 | 2015 BY583               | 6 novembre 2015  | ESA OGS             |
| 802345 | 2015 BR584               | 20 gennaio 2015  | Pan-STARRS          |
| 802346 | 2015 BL586               | 20 gennaio 2015  | Mount Lemmon Survey |
| 802347 | 2015 BT586               | 18 gennaio 2015  | Mount Lemmon Survey |
| 802348 | 2015 BF587               | 14 febbraio 2016 | Pan-STARRS          |
| 802349 | 2015 BP587               | 17 gennaio 2015  | Pan-STARRS          |
| 802350 | 2015 BO591               | 17 gennaio 2015  | Mount Lemmon Survey |
| 802351 | 2015 BE594               | 21 gennaio 2015  | Pan-STARRS          |
| 802352 | 2015 BN594               | 19 gennaio 2015  | Mount Lemmon Survey |
| 802353 | 2015 BS594               | 28 gennaio 2015  | Pan-STARRS          |
| 802354 | 2015 BN595               | 20 gennaio 2015  | Pan-STARRS          |
| 802355 | 2015 BW595               | 19 gennaio 2015  | Mount Lemmon Survey |
| 802356 | 2015 BX595               | 22 gennaio 2015  | Pan-STARRS          |
| 802357 | 2015 BY595               | 17 gennaio 2015  | Pan-STARRS          |
| 802358 | 2015 BL596               | 26 gennaio 2015  | Pan-STARRS          |
| 802359 | 2015 BP597               | 29 gennaio 2015  | Pan-STARRS          |
| 802360 | 2015 BD598               | 17 gennaio 2015  | Pan-STARRS          |
| 802361 | 2015 BS599               | 18 gennaio 2015  | Pan-STARRS          |
| 802362 | 2015 BP601               | 20 gennaio 2015  | Pan-STARRS          |
| 802363 | 2015 BH602               | 28 gennaio 2015  | Pan-STARRS          |
| 802364 | 2015 BQ603               | 22 gennaio 2015  | Pan-STARRS          |
| 802365 | 2015 BE605               | 28 gennaio 2015  | Pan-STARRS          |
| 802366 | 2015 BB607               | 22 gennaio 2015  | Pan-STARRS          |
| 802367 | 2015 BF607               | 23 gennaio 2015  | Pan-STARRS          |
| 802368 | 2015 BL607               | 20 gennaio 2015  | Mount Lemmon Survey |
| 802369 | 2015 BG608               | 20 gennaio 2015  | Pan-STARRS          |
| 802370 | 2015 BL609               | 20 gennaio 2015  | Pan-STARRS          |
| 802371 | 2015 BB610               | 29 gennaio 2015  | Pan-STARRS          |
| 802372 | 2015 BF613               | 23 gennaio 2015  | Pan-STARRS          |
| 802373 | 2015 BM613               | 16 gennaio 2015  | Pan-STARRS          |
| 802374 | 2015 BN613               | 20 gennaio 2015  | Pan-STARRS          |
| 802375 | 2015 BT613               | 23 gennaio 2015  | Pan-STARRS          |
| 802376 | 2015 BG614               | 19 gennaio 2015  | Pan-STARRS          |
| 802377 | 2015 BM614               | 22 gennaio 2015  | Pan-STARRS          |
| 802378 | 2015 BR615               | 28 gennaio 2015  | Pan-STARRS          |
| 802379 | 2015 BU617               | 21 gennaio 2015  | Pan-STARRS          |
| 802380 | 2015 BS618               | 20 gennaio 2015  | Pan-STARRS          |
| 802381 | 2015 BP619               | 28 gennaio 2015  | Pan-STARRS          |
| 802382 | 2015 BX619               | 21 gennaio 2015  | Pan-STARRS          |
| 802383 | 2015 CM6                 | 5 novembre 2007  | Mount Lemmon Survey |
| 802384 | 2015 CE7                 | 20 gennaio 2015  | Pan-STARRS          |
| 802385 | 2015 CC8                 | 20 gennaio 2015  | Pan-STARRS          |
| 802386 | 2015 CG8                 | 2 marzo 2006     | Spacewatch          |
| 802387 | 2015 CB14                | 18 gennaio 2015  | ESA OGS             |
| 802388 | 2015 CL19                | 4 marzo 2005     | Mount Lemmon Survey |
| 802389 | 2015 CB29                | 10 novembre 2013 | Mount Lemmon Survey |
| 802390 | 2015 CE35                | 27 gennaio 2015  | Pan-STARRS          |
| 802391 | 2015 CS42                | 2 febbraio 2005  | Spacewatch          |
| 802392 | 2015 CB43                | 15 febbraio 2015 | Pan-STARRS          |
| 802393 | 2015 CF52                | 20 gennaio 2015  | Pan-STARRS          |
| 802394 | 2015 CJ53                | 25 gennaio 2015  | Pan-STARRS          |
| 802395 | 2015 CX67                | 20 gennaio 2015  | Pan-STARRS          |
| 802396 | 2015 CH68                | 10 febbraio 2015 | Mount Lemmon Survey |
| 802397 | 2015 CB71                | 11 febbraio 2015 | Pan-STARRS          |
| 802398 | 2015 CR71                | 13 febbraio 2015 | Pan-STARRS          |
| 802399 | 2015 CE74                | 10 febbraio 2015 | Mount Lemmon Survey |
| 802400 | 2015 CG74                | 8 febbraio 2015  | Mount Lemmon Survey |

## 802401–802500
| Nome   | Designazione provvisoria | Data di scoperta  | Scopritore                    |
| ------ | ------------------------ | ----------------- | ----------------------------- |
| 802401 | 2015 CZ75                | 17 gennaio 2015   | Pan-STARRS                    |
| 802402 | 2015 CA78                | 24 gennaio 2015   | Pan-STARRS                    |
| 802403 | 2015 CH78                | 22 gennaio 2015   | Pan-STARRS                    |
| 802404 | 2015 CN78                | 10 febbraio 2015  | Mount Lemmon Survey           |
| 802405 | 2015 CH80                | 15 febbraio 2015  | Pan-STARRS                    |
| 802406 | 2015 CB82                | 15 febbraio 2015  | Pan-STARRS                    |
| 802407 | 2015 CE82                | 12 febbraio 2015  | Pan-STARRS                    |
| 802408 | 2015 CF82                | 8 febbraio 2015   | Mount Lemmon Survey           |
| 802409 | 2015 DV3                 | 13 marzo 2011     | Spacewatch                    |
| 802410 | 2015 DE10                | 14 gennaio 2015   | Pan-STARRS                    |
| 802411 | 2015 DN12                | 22 gennaio 2015   | Pan-STARRS                    |
| 802412 | 2015 DQ13                | 17 gennaio 2015   | Pan-STARRS                    |
| 802413 | 2015 DO14                | 16 gennaio 2015   | Pan-STARRS                    |
| 802414 | 2015 DE16                | 17 gennaio 2015   | Pan-STARRS                    |
| 802415 | 2015 DM19                | 24 ottobre 2009   | Spacewatch                    |
| 802416 | 2015 DB20                | 16 febbraio 2015  | Pan-STARRS                    |
| 802417 | 2015 DV24                | 16 febbraio 2015  | Pan-STARRS                    |
| 802418 | 2015 DW26                | 24 settembre 2008 | Mount Lemmon Survey           |
| 802419 | 2015 DR27                | 28 settembre 2013 | Mount Lemmon Survey           |
| 802420 | 2015 DF30                | 27 gennaio 2015   | Pan-STARRS                    |
| 802421 | 2015 DX30                | 29 gennaio 2015   | Pan-STARRS                    |
| 802422 | 2015 DS43                | 16 febbraio 2015  | Pan-STARRS                    |
| 802423 | 2015 DX43                | 27 gennaio 2015   | Pan-STARRS                    |
| 802424 | 2015 DA48                | 15 gennaio 2005   | Spacewatch                    |
| 802425 | 2015 DE49                | 10 febbraio 2015  | Spacewatch                    |
| 802426 | 2015 DM52                | 16 febbraio 2015  | Pan-STARRS                    |
| 802427 | 2015 DG54                | 16 settembre 2009 | Mount Lemmon Survey           |
| 802428 | 2015 DB58                | 20 gennaio 2015   | Pan-STARRS                    |
| 802429 | 2015 DM58                | 22 gennaio 2015   | Pan-STARRS                    |
| 802430 | 2015 DF72                | 22 gennaio 2015   | Pan-STARRS                    |
| 802431 | 2015 DD77                | 20 gennaio 2015   | Pan-STARRS                    |
| 802432 | 2015 DZ77                | 22 gennaio 2015   | Pan-STARRS                    |
| 802433 | 2015 DH78                | 22 gennaio 2015   | Pan-STARRS                    |
| 802434 | 2015 DV79                | 27 gennaio 2015   | Pan-STARRS                    |
| 802435 | 2015 DY80                | 29 gennaio 2015   | Pan-STARRS                    |
| 802436 | 2015 DZ81                | 10 aprile 2010    | Mount Lemmon Survey           |
| 802437 | 2015 DP82                | 29 gennaio 2015   | Pan-STARRS                    |
| 802438 | 2015 DW86                | 16 febbraio 2010  | Mount Lemmon Survey           |
| 802439 | 2015 DO87                | 26 novembre 2014  | Wainscoat, R. J., A. Draginda |
| 802440 | 2015 DC90                | 17 agosto 2012    | Pan-STARRS                    |
| 802441 | 2015 DD90                | 20 gennaio 2009   | Spacewatch                    |
| 802442 | 2015 DT90                | 16 gennaio 2015   | Pan-STARRS                    |
| 802443 | 2015 DN94                | 24 maggio 2011    | Mount Lemmon Survey           |
| 802444 | 2015 DA100               | 1 aprile 2008     | Mount Lemmon Survey           |
| 802445 | 2015 DM100               | 20 gennaio 2015   | Pan-STARRS                    |
| 802446 | 2015 DS100               | 17 gennaio 2015   | Pan-STARRS                    |
| 802447 | 2015 DL106               | 25 febbraio 2011  | Mount Lemmon Survey           |
| 802448 | 2015 DM106               | 17 gennaio 2015   | Pan-STARRS                    |
| 802449 | 2015 DA111               | 24 ottobre 2013   | Mount Lemmon Survey           |
| 802450 | 2015 DY111               | 23 novembre 2009  | Spacewatch                    |
| 802451 | 2015 DA114               | 27 febbraio 2006  | Spacewatch                    |
| 802452 | 2015 DV115               | 9 febbraio 2008   | Spacewatch                    |
| 802453 | 2015 DP119               | 23 settembre 2008 | Spacewatch                    |
| 802454 | 2015 DJ121               | 6 ottobre 2012    | Pan-STARRS                    |
| 802455 | 2015 DU122               | 17 febbraio 2015  | Pan-STARRS                    |
| 802456 | 2015 DC123               | 28 gennaio 2015   | Pan-STARRS                    |
| 802457 | 2015 DH123               | 28 gennaio 2015   | Pan-STARRS                    |
| 802458 | 2015 DT124               | 28 gennaio 2015   | Pan-STARRS                    |
| 802459 | 2015 DE125               | 17 febbraio 2015  | Pan-STARRS                    |
| 802460 | 2015 DD128               | 17 febbraio 2015  | Pan-STARRS                    |
| 802461 | 2015 DU130               | 29 dicembre 2014  | Pan-STARRS                    |
| 802462 | 2015 DO131               | 13 gennaio 2002   | LINEAR                        |
| 802463 | 2015 DP131               | 31 ottobre 2013   | Spacewatch                    |
| 802464 | 2015 DB133               | 17 febbraio 2015  | Pan-STARRS                    |
| 802465 | 2015 DL164               | 18 febbraio 2015  | Pan-STARRS                    |
| 802466 | 2015 DG166               | 18 febbraio 2015  | Pan-STARRS                    |
| 802467 | 2015 DJ170               | 19 febbraio 2015  | Pan-STARRS                    |
| 802468 | 2015 DG178               | 20 febbraio 2015  | Mount Lemmon Survey           |
| 802469 | 2015 DN179               | 20 gennaio 2015   | Pan-STARRS                    |
| 802470 | 2015 DV182               | 20 febbraio 2015  | Pan-STARRS                    |
| 802471 | 2015 DZ183               | 21 dicembre 2008  | Mount Lemmon Survey           |
| 802472 | 2015 DA184               | 21 maggio 2011    | Pan-STARRS                    |
| 802473 | 2015 DQ185               | 9 novembre 2013   | Spacewatch                    |
| 802474 | 2015 DC190               | 20 febbraio 2015  | Pan-STARRS                    |
| 802475 | 2015 DD191               | 20 febbraio 2015  | Pan-STARRS                    |
| 802476 | 2015 DJ192               | 27 gennaio 2015   | Pan-STARRS                    |
| 802477 | 2015 DX194               | 27 gennaio 2015   | Pan-STARRS                    |
| 802478 | 2015 DE197               | 16 gennaio 2015   | Pan-STARRS                    |
| 802479 | 2015 DS199               | 23 gennaio 2015   | Pan-STARRS                    |
| 802480 | 2015 DT199               | 25 febbraio 2015  | Pan-STARRS                    |
| 802481 | 2015 DV206               | 27 settembre 2003 | Spacewatch                    |
| 802482 | 2015 DQ215               | 20 gennaio 2015   | Pan-STARRS                    |
| 802483 | 2015 DV226               | 16 febbraio 2015  | Pan-STARRS                    |
| 802484 | 2015 DE228               | 26 febbraio 2015  | Mount Lemmon Survey           |
| 802485 | 2015 DJ230               | 16 gennaio 2015   | Pan-STARRS                    |
| 802486 | 2015 DH232               | 27 novembre 2013  | Pan-STARRS                    |
| 802487 | 2015 DZ234               | 19 febbraio 2015  | Pan-STARRS                    |
| 802488 | 2015 DY237               | 10 ottobre 2012   | Mount Lemmon Survey           |
| 802489 | 2015 DB238               | 16 febbraio 2015  | Pan-STARRS                    |
| 802490 | 2015 DE239               | 26 agosto 2012    | Pan-STARRS                    |
| 802491 | 2015 DW239               | 17 gennaio 2015   | Pan-STARRS                    |
| 802492 | 2015 DT240               | 17 febbraio 2015  | Pan-STARRS                    |
| 802493 | 2015 DD242               | 19 febbraio 2015  | Pan-STARRS                    |
| 802494 | 2015 DR245               | 24 febbraio 2015  | Pan-STARRS                    |
| 802495 | 2015 DH246               | 24 febbraio 2015  | Pan-STARRS                    |
| 802496 | 2015 DQ251               | 23 febbraio 2015  | Pan-STARRS                    |
| 802497 | 2015 DR252               | 24 febbraio 2015  | Pan-STARRS                    |
| 802498 | 2015 DG253               | 16 febbraio 2015  | Pan-STARRS                    |
| 802499 | 2015 DH253               | 18 febbraio 2015  | Mount Lemmon Survey           |
| 802500 | 2015 DP255               | 27 febbraio 2015  | Pan-STARRS                    |

## 802501–802600
| Nome   | Designazione provvisoria | Data di scoperta  | Scopritore            |
| ------ | ------------------------ | ----------------- | --------------------- |
| 802501 | 2015 DD256               | 23 dicembre 2017  | Pan-STARRS            |
| 802502 | 2015 DZ256               | 30 marzo 2016     | M. Altmann, T. Prusti |
| 802503 | 2015 DZ257               | 22 agosto 2017    | PMO NEO               |
| 802504 | 2015 DO258               | 26 luglio 2017    | Pan-STARRS            |
| 802505 | 2015 DA259               | 16 febbraio 2015  | Pan-STARRS            |
| 802506 | 2015 DU259               | 7 marzo 2016      | Pan-STARRS            |
| 802507 | 2015 DC260               | 25 febbraio 2015  | Pan-STARRS            |
| 802508 | 2015 DF261               | 11 febbraio 2016  | Pan-STARRS            |
| 802509 | 2015 DF262               | 27 febbraio 2015  | Pan-STARRS            |
| 802510 | 2015 DG265               | 16 febbraio 2015  | Pan-STARRS            |
| 802511 | 2015 DL267               | 16 febbraio 2015  | Pan-STARRS            |
| 802512 | 2015 DM267               | 16 febbraio 2015  | Pan-STARRS            |
| 802513 | 2015 DR267               | 17 febbraio 2015  | Pan-STARRS            |
| 802514 | 2015 DG268               | 18 febbraio 2015  | Pan-STARRS            |
| 802515 | 2015 DX268               | 18 febbraio 2015  | Pan-STARRS            |
| 802516 | 2015 DG269               | 19 febbraio 2015  | Pan-STARRS            |
| 802517 | 2015 DH269               | 24 febbraio 2015  | Pan-STARRS            |
| 802518 | 2015 DP269               | 23 febbraio 2015  | Pan-STARRS            |
| 802519 | 2015 DK272               | 17 febbraio 2015  | Pan-STARRS            |
| 802520 | 2015 DX272               | 16 febbraio 2015  | Pan-STARRS            |
| 802521 | 2015 DK273               | 23 febbraio 2015  | Pan-STARRS            |
| 802522 | 2015 DO273               | 17 febbraio 2015  | Pan-STARRS            |
| 802523 | 2015 DP273               | 20 febbraio 2015  | Pan-STARRS            |
| 802524 | 2015 DD274               | 16 febbraio 2015  | Pan-STARRS            |
| 802525 | 2015 DZ274               | 18 febbraio 2015  | Pan-STARRS            |
| 802526 | 2015 DW279               | 18 febbraio 2015  | Mount Lemmon Survey   |
| 802527 | 2015 DZ280               | 18 febbraio 2015  | Pan-STARRS            |
| 802528 | 2015 DX282               | 20 febbraio 2015  | Pan-STARRS            |
| 802529 | 2015 DD283               | 19 gennaio 2015   | Pan-STARRS            |
| 802530 | 2015 DE283               | 27 gennaio 2015   | Pan-STARRS            |
| 802531 | 2015 DH283               | 23 febbraio 2015  | Pan-STARRS            |
| 802532 | 2015 DN283               | 28 gennaio 2015   | Pan-STARRS            |
| 802533 | 2015 DY284               | 29 gennaio 2015   | Pan-STARRS            |
| 802534 | 2015 DG286               | 17 febbraio 2015  | Pan-STARRS            |
| 802535 | 2015 DY286               | 18 febbraio 2015  | Pan-STARRS            |
| 802536 | 2015 DP287               | 17 febbraio 2015  | Pan-STARRS            |
| 802537 | 2015 DY287               | 18 febbraio 2015  | DES                   |
| 802538 | 2015 DB288               | 18 dicembre 2014  | Pan-STARRS            |
| 802539 | 2015 DU289               | 16 febbraio 2015  | Pan-STARRS            |
| 802540 | 2015 DB290               | 23 febbraio 2015  | Pan-STARRS            |
| 802541 | 2015 DZ291               | 21 gennaio 2015   | Pan-STARRS            |
| 802542 | 2015 DS292               | 26 gennaio 2015   | Pan-STARRS            |
| 802543 | 2015 DK293               | 27 febbraio 2015  | Pan-STARRS            |
| 802544 | 2015 DU293               | 13 settembre 2007 | Mount Lemmon Survey   |
| 802545 | 2015 DW293               | 16 febbraio 2015  | Pan-STARRS            |
| 802546 | 2015 DA294               | 18 febbraio 2015  | Spacewatch            |
| 802547 | 2015 DQ294               | 18 febbraio 2015  | Mount Lemmon Survey   |
| 802548 | 2015 DX294               | 19 gennaio 2015   | Pan-STARRS            |
| 802549 | 2015 DK295               | 16 febbraio 2015  | Pan-STARRS            |
| 802550 | 2015 DO295               | 24 febbraio 2015  | Pan-STARRS            |
| 802551 | 2015 DQ295               | 23 febbraio 2015  | Pan-STARRS            |
| 802552 | 2015 DC296               | 20 febbraio 2015  | Pan-STARRS            |
| 802553 | 2015 DE297               | 18 febbraio 2015  | DES                   |
| 802554 | 2015 DO298               | 23 febbraio 2015  | Pan-STARRS            |
| 802555 | 2015 DM301               | 23 febbraio 2015  | Pan-STARRS            |
| 802556 | 2015 DW301               | 28 gennaio 2015   | Pan-STARRS            |
| 802557 | 2015 DF302               | 28 gennaio 2015   | Pan-STARRS            |
| 802558 | 2015 DS303               | 22 gennaio 2015   | Pan-STARRS            |
| 802559 | 2015 DS304               | 26 novembre 2013  | Pan-STARRS            |
| 802560 | 2015 DE305               | 16 febbraio 2015  | Pan-STARRS            |
| 802561 | 2015 DM310               | 23 febbraio 2015  | Pan-STARRS            |
| 802562 | 2015 DO310               | 20 febbraio 2015  | Pan-STARRS            |
| 802563 | 2015 DQ310               | 20 febbraio 2015  | Pan-STARRS            |
| 802564 | 2015 DT310               | 17 febbraio 2015  | Pan-STARRS            |
| 802565 | 2015 DZ310               | 16 febbraio 2015  | Pan-STARRS            |
| 802566 | 2015 DU311               | 24 febbraio 2015  | Pan-STARRS            |
| 802567 | 2015 DS312               | 22 gennaio 2015   | Pan-STARRS            |
| 802568 | 2015 DT312               | 28 gennaio 2015   | Pan-STARRS            |
| 802569 | 2015 DU312               | 16 febbraio 2015  | Pan-STARRS            |
| 802570 | 2015 DR319               | 16 febbraio 2015  | Pan-STARRS            |
| 802571 | 2015 DG364               | 20 febbraio 2015  | Pan-STARRS            |
| 802572 | 2015 EE                  | 8 febbraio 2008   | Mount Lemmon Survey   |
| 802573 | 2015 EY6                 | 26 novembre 2014  | Pan-STARRS            |
| 802574 | 2015 EV18                | 25 gennaio 2015   | Pan-STARRS            |
| 802575 | 2015 EQ21                | 15 febbraio 2015  | Pan-STARRS            |
| 802576 | 2015 EB28                | 21 gennaio 2015   | Pan-STARRS            |
| 802577 | 2015 EQ32                | 21 marzo 2010     | Mount Lemmon Survey   |
| 802578 | 2015 EB41                | 2 dicembre 2008   | Spacewatch            |
| 802579 | 2015 EQ43                | 8 gennaio 2010    | Mount Lemmon Survey   |
| 802580 | 2015 ER43                | 14 marzo 2015     | Pan-STARRS            |
| 802581 | 2015 EJ46                | 6 ottobre 2008    | Mount Lemmon Survey   |
| 802582 | 2015 EF47                | 10 febbraio 2015  | Mount Lemmon Survey   |
| 802583 | 2015 EN47                | 23 gennaio 2015   | Pan-STARRS            |
| 802584 | 2015 ES49                | 1 aprile 2011     | Mount Lemmon Survey   |
| 802585 | 2015 EK68                | 15 febbraio 2015  | Pan-STARRS            |
| 802586 | 2015 EA69                | 4 novembre 2005   | Mount Lemmon Survey   |
| 802587 | 2015 EP70                | 29 marzo 2012     | Spacewatch            |
| 802588 | 2015 EE71                | 14 marzo 2015     | Pan-STARRS            |
| 802589 | 2015 EE75                | 9 marzo 2015      | Mount Lemmon Survey   |
| 802590 | 2015 EM75                | 16 gennaio 2015   | Pan-STARRS            |
| 802591 | 2015 ES75                | 15 marzo 2015     | Pan-STARRS            |
| 802592 | 2015 EC76                | 15 marzo 2015     | Pan-STARRS            |
| 802593 | 2015 EC77                | 11 marzo 2015     | Mount Lemmon Survey   |
| 802594 | 2015 EQ77                | 15 marzo 2015     | Pan-STARRS            |
| 802595 | 2015 EY78                | 10 marzo 2015     | Mount Lemmon Survey   |
| 802596 | 2015 EN79                | 15 marzo 2015     | Pan-STARRS            |
| 802597 | 2015 EO79                | 13 marzo 2015     | Mount Lemmon Survey   |
| 802598 | 2015 FP1                 | 13 febbraio 2015  | Mount Lemmon Survey   |
| 802599 | 2015 FB4                 | 22 febbraio 2015  | Pan-STARRS            |
| 802600 | 2015 FN8                 | 22 gennaio 2015   | Pan-STARRS            |

## 802601–802700
| Nome   | Designazione provvisoria | Data di scoperta | Scopritore          |
| ------ | ------------------------ | ---------------- | ------------------- |
| 802601 | 2015 FY9                 | 16 marzo 2015    | Pan-STARRS          |
| 802602 | 2015 FG11                | 21 marzo 2010    | Spacewatch          |
| 802603 | 2015 FR11                | 17 marzo 2015    | Pan-STARRS          |
| 802604 | 2015 FZ11                | 16 marzo 2015    | Pan-STARRS          |
| 802605 | 2015 FO13                | 16 marzo 2015    | Pan-STARRS          |
| 802606 | 2015 FT16                | 16 marzo 2015    | Pan-STARRS          |
| 802607 | 2015 FD23                | 16 marzo 2015    | Pan-STARRS          |
| 802608 | 2015 FM23                | 16 marzo 2015    | Pan-STARRS          |
| 802609 | 2015 FT26                | 20 febbraio 2015 | Pan-STARRS          |
| 802610 | 2015 FW30                | 23 febbraio 2015 | Pan-STARRS          |
| 802611 | 2015 FY31                | 16 marzo 2015    | Pan-STARRS          |
| 802612 | 2015 FM32                | 30 ottobre 2005  | Spacewatch          |
| 802613 | 2015 FG33                | 25 agosto 2003   | NEAT                |
| 802614 | 2015 FE40                | 17 marzo 2015    | Pan-STARRS          |
| 802615 | 2015 FX57                | 20 novembre 2009 | Spacewatch          |
| 802616 | 2015 FB59                | 24 gennaio 2015  | Pan-STARRS          |
| 802617 | 2015 FZ59                | 20 febbraio 2015 | Pan-STARRS          |
| 802618 | 2015 FU63                | 18 marzo 2015    | Pan-STARRS          |
| 802619 | 2015 FN68                | 18 marzo 2015    | Pan-STARRS          |
| 802620 | 2015 FG70                | 18 marzo 2015    | Pan-STARRS          |
| 802621 | 2015 FO70                | 18 marzo 2015    | Pan-STARRS          |
| 802622 | 2015 FB73                | 19 maggio 2012   | Mount Lemmon Survey |
| 802623 | 2015 FZ78                | 16 aprile 2004   | SDSS Collaboration  |
| 802624 | 2015 FC81                | 20 ottobre 2008  | Mount Lemmon Survey |
| 802625 | 2015 FC84                | 26 gennaio 2015  | Pan-STARRS          |
| 802626 | 2015 FE86                | 22 gennaio 2015  | Pan-STARRS          |
| 802627 | 2015 FM91                | 25 maggio 2006   | Mount Lemmon Survey |
| 802628 | 2015 FJ92                | 26 gennaio 2015  | Pan-STARRS          |
| 802629 | 2015 FK95                | 20 marzo 2015    | Pan-STARRS          |
| 802630 | 2015 FR95                | 20 marzo 2015    | Pan-STARRS          |
| 802631 | 2015 FL97                | 21 ottobre 2008  | Mount Lemmon Survey |
| 802632 | 2015 FM98                | 20 marzo 2015    | Pan-STARRS          |
| 802633 | 2015 FG99                | 20 marzo 2015    | Pan-STARRS          |
| 802634 | 2015 FR104               | 20 marzo 2015    | Pan-STARRS          |
| 802635 | 2015 FS111               | 20 marzo 2015    | Pan-STARRS          |
| 802636 | 2015 FO114               | 19 novembre 2012 | Spacewatch          |
| 802637 | 2015 FL116               | 20 gennaio 2015  | Pan-STARRS          |
| 802638 | 2015 FH124               | 17 dicembre 2007 | Mount Lemmon Survey |
| 802639 | 2015 FT124               | 19 marzo 2015    | Pan-STARRS          |
| 802640 | 2015 FZ124               | 21 gennaio 2015  | Pan-STARRS          |
| 802641 | 2015 FC125               | 23 gennaio 2015  | Pan-STARRS          |
| 802642 | 2015 FV133               | 23 gennaio 2015  | Pan-STARRS          |
| 802643 | 2015 FY136               | 21 marzo 2015    | Pan-STARRS          |
| 802644 | 2015 FU140               | 4 maggio 2005    | Mount Lemmon Survey |
| 802645 | 2015 FK145               | 12 marzo 2010    | Mount Lemmon Survey |
| 802646 | 2015 FJ150               | 21 marzo 2015    | Pan-STARRS          |
| 802647 | 2015 FB156               | 21 marzo 2015    | Pan-STARRS          |
| 802648 | 2015 FJ158               | 21 marzo 2015    | Pan-STARRS          |
| 802649 | 2015 FR158               | 10 gennaio 2013  | Pan-STARRS          |
| 802650 | 2015 FL159               | 21 marzo 2015    | Pan-STARRS          |
| 802651 | 2015 FP160               | 21 marzo 2015    | Pan-STARRS          |
| 802652 | 2015 FD168               | 8 febbraio 2011  | Mount Lemmon Survey |
| 802653 | 2015 FL168               | 21 marzo 2015    | Pan-STARRS          |
| 802654 | 2015 FG173               | 21 marzo 2015    | Pan-STARRS          |
| 802655 | 2015 FY175               | 21 marzo 2015    | Pan-STARRS          |
| 802656 | 2015 FZ175               | 21 marzo 2015    | Pan-STARRS          |
| 802657 | 2015 FO178               | 14 febbraio 2008 | Mount Lemmon Survey |
| 802658 | 2015 FS178               | 22 marzo 2015    | Spacewatch          |
| 802659 | 2015 FK179               | 27 febbraio 2015 | Pan-STARRS          |
| 802660 | 2015 FT181               | 19 gennaio 2015  | Pan-STARRS          |
| 802661 | 2015 FY184               | 22 marzo 2015    | Mount Lemmon Survey |
| 802662 | 2015 FL186               | 22 marzo 2015    | Mount Lemmon Survey |
| 802663 | 2015 FY186               | 22 marzo 2015    | Pan-STARRS          |
| 802664 | 2015 FK198               | 8 gennaio 2014   | C. Barbieri         |
| 802665 | 2015 FR203               | 22 gennaio 2015  | Pan-STARRS          |
| 802666 | 2015 FM205               | 19 novembre 2008 | Mount Lemmon Survey |
| 802667 | 2015 FO208               | 15 dicembre 2009 | Mount Lemmon Survey |
| 802668 | 2015 FX210               | 22 marzo 2015    | Pan-STARRS          |
| 802669 | 2015 FB213               | 23 febbraio 2015 | Pan-STARRS          |
| 802670 | 2015 FL214               | 9 aprile 2010    | Mount Lemmon Survey |
| 802671 | 2015 FM214               | 22 marzo 2015    | Pan-STARRS          |
| 802672 | 2015 FP215               | 18 febbraio 2015 | Pan-STARRS          |
| 802673 | 2015 FC223               | 18 febbraio 2015 | Pan-STARRS          |
| 802674 | 2015 FX223               | 10 novembre 2013 | Mount Lemmon Survey |
| 802675 | 2015 FR225               | 29 novembre 2013 | Pan-STARRS          |
| 802676 | 2015 FU229               | 27 febbraio 2015 | Pan-STARRS          |
| 802677 | 2015 FG232               | 16 febbraio 2015 | Pan-STARRS          |
| 802678 | 2015 FW232               | 27 febbraio 2015 | Pan-STARRS          |
| 802679 | 2015 FA235               | 27 febbraio 2015 | Pan-STARRS          |
| 802680 | 2015 FZ237               | 23 marzo 2015    | Pan-STARRS          |
| 802681 | 2015 FV238               | 18 febbraio 2015 | Pan-STARRS          |
| 802682 | 2015 FQ239               | 23 marzo 2015    | Pan-STARRS          |
| 802683 | 2015 FQ245               | 23 marzo 2015    | Pan-STARRS          |
| 802684 | 2015 FV246               | 23 marzo 2015    | Pan-STARRS          |
| 802685 | 2015 FF249               | 23 gennaio 2015  | Pan-STARRS          |
| 802686 | 2015 FP249               | 23 marzo 2015    | Pan-STARRS          |
| 802687 | 2015 FT269               | 24 marzo 2015    | Pan-STARRS          |
| 802688 | 2015 FU269               | 15 febbraio 2015 | Pan-STARRS          |
| 802689 | 2015 FW273               | 21 gennaio 2015  | Pan-STARRS          |
| 802690 | 2015 FP275               | 19 febbraio 2015 | Pan-STARRS          |
| 802691 | 2015 FD276               | 17 febbraio 2015 | Pan-STARRS          |
| 802692 | 2015 FR276               | 21 gennaio 2015  | Pan-STARRS          |
| 802693 | 2015 FW278               | 24 marzo 2015    | Pan-STARRS          |
| 802694 | 2015 FU281               | 16 febbraio 2015 | Pan-STARRS          |
| 802695 | 2015 FP286               | 24 febbraio 2015 | Pan-STARRS          |
| 802696 | 2015 FT289               | 27 marzo 2015    | Mount Lemmon Survey |
| 802697 | 2015 FL293               | 18 agosto 2009   | Spacewatch          |
| 802698 | 2015 FR293               | 27 marzo 2015    | Mount Lemmon Survey |
| 802699 | 2015 FK294               | 3 gennaio 2014   | Spacewatch          |
| 802700 | 2015 FZ294               | 28 marzo 2015    | Pan-STARRS          |

## 802701–802800
| Nome   | Designazione provvisoria | Data di scoperta | Scopritore          |
| ------ | ------------------------ | ---------------- | ------------------- |
| 802701 | 2015 FU303               | 28 marzo 2015    | Pan-STARRS          |
| 802702 | 2015 FO304               | 5 maggio 2002    | NEAT                |
| 802703 | 2015 FB313               | 25 marzo 2015    | Pan-STARRS          |
| 802704 | 2015 FG315               | 25 marzo 2015    | Pan-STARRS          |
| 802705 | 2015 FD317               | 25 marzo 2015    | Pan-STARRS          |
| 802706 | 2015 FL319               | 25 marzo 2015    | Pan-STARRS          |
| 802707 | 2015 FV319               | 25 marzo 2015    | Pan-STARRS          |
| 802708 | 2015 FP321               | 2 gennaio 2014   | Spacewatch          |
| 802709 | 2015 FN325               | 25 marzo 2015    | Pan-STARRS          |
| 802710 | 2015 FQ325               | 23 gennaio 2015  | Pan-STARRS          |
| 802711 | 2015 FN330               | 25 marzo 2015    | Pan-STARRS          |
| 802712 | 2015 FZ334               | 6 aprile 2008    | Mount Lemmon Survey |
| 802713 | 2015 FK336               | 21 novembre 1998 | Spacewatch          |
| 802714 | 2015 FV341               | 19 febbraio 2015 | Mount Lemmon Survey |
| 802715 | 2015 FU345               | 14 gennaio 2015  | Pan-STARRS          |
| 802716 | 2015 FX347               | 18 febbraio 2015 | Pan-STARRS          |
| 802717 | 2015 FK348               | 16 marzo 2015    | Pan-STARRS          |
| 802718 | 2015 FY348               | 18 febbraio 2015 | Pan-STARRS          |
| 802719 | 2015 FH349               | 16 marzo 2015    | Pan-STARRS          |
| 802720 | 2015 FM350               | 16 marzo 2015    | Pan-STARRS          |
| 802721 | 2015 FC351               | 16 marzo 2015    | Pan-STARRS          |
| 802722 | 2015 FZ351               | 16 marzo 2015    | Pan-STARRS          |
| 802723 | 2015 FW354               | 17 marzo 2015    | Pan-STARRS          |
| 802724 | 2015 FD355               | 10 maggio 2005   | DES                 |
| 802725 | 2015 FC357               | 17 marzo 2015    | Pan-STARRS          |
| 802726 | 2015 FQ359               | 17 marzo 2015    | Pan-STARRS          |
| 802727 | 2015 FP361               | 17 marzo 2015    | Pan-STARRS          |
| 802728 | 2015 FY365               | 20 gennaio 2015  | Pan-STARRS          |
| 802729 | 2015 FK367               | 18 marzo 2015    | Pan-STARRS          |
| 802730 | 2015 FG369               | 20 febbraio 2015 | Pan-STARRS          |
| 802731 | 2015 FU377               | 27 agosto 2006   | LONEOS              |
| 802732 | 2015 FB387               | 20 marzo 2015    | Pan-STARRS          |
| 802733 | 2015 FT388               | 20 marzo 2015    | Pan-STARRS          |
| 802734 | 2015 FY389               | 20 gennaio 2015  | Pan-STARRS          |
| 802735 | 2015 FZ390               | 20 marzo 2015    | Pan-STARRS          |
| 802736 | 2015 FB392               | 25 agosto 2012   | Spacewatch          |
| 802737 | 2015 FC393               | 18 aprile 2007   | Spacewatch          |
| 802738 | 2015 FJ393               | 24 ottobre 2013  | Mount Lemmon Survey |
| 802739 | 2015 FE394               | 31 marzo 2015    | Pan-STARRS          |
| 802740 | 2015 FF396               | 30 marzo 2015    | Pan-STARRS          |
| 802741 | 2015 FR397               | 25 marzo 2015    | Pan-STARRS          |
| 802742 | 2015 FS406               | 18 marzo 2015    | Pan-STARRS          |
| 802743 | 2015 FS407               | 29 dicembre 2013 | Pan-STARRS          |
| 802744 | 2015 FW407               | 21 marzo 2015    | Pan-STARRS          |
| 802745 | 2015 FZ407               | 21 marzo 2015    | Pan-STARRS          |
| 802746 | 2015 FU412               | 29 marzo 2015    | Mount Lemmon Survey |
| 802747 | 2015 FZ412               | 29 marzo 2015    | Pan-STARRS          |
| 802748 | 2015 FC413               | 29 marzo 2015    | Pan-STARRS          |
| 802749 | 2015 FL415               | 28 marzo 2015    | Pan-STARRS          |
| 802750 | 2015 FB416               | 27 marzo 2015    | Spacewatch          |
| 802751 | 2015 FC416               | 5 luglio 2016    | Mount Lemmon Survey |
| 802752 | 2015 FK417               | 22 marzo 2015    | Pan-STARRS          |
| 802753 | 2015 FL418               | 21 marzo 2015    | Pan-STARRS          |
| 802754 | 2015 FT418               | 22 marzo 2015    | Pan-STARRS          |
| 802755 | 2015 FT419               | 17 marzo 2015    | Pan-STARRS          |
| 802756 | 2015 FA422               | 22 marzo 2015    | Pan-STARRS          |
| 802757 | 2015 FU422               | 27 marzo 2015    | Mount Lemmon Survey |
| 802758 | 2015 FD423               | 20 ottobre 2016  | Mount Lemmon Survey |
| 802759 | 2015 FG423               | 25 giugno 2017   | Pan-STARRS          |
| 802760 | 2015 FF429               | 22 marzo 2015    | Pan-STARRS          |
| 802761 | 2015 FL429               | 22 marzo 2015    | Pan-STARRS          |
| 802762 | 2015 FU429               | 28 marzo 2015    | Pan-STARRS          |
| 802763 | 2015 FW429               | 17 marzo 2015    | Pan-STARRS          |
| 802764 | 2015 FX429               | 22 marzo 2015    | Pan-STARRS          |
| 802765 | 2015 FF430               | 19 marzo 2015    | Pan-STARRS          |
| 802766 | 2015 FG430               | 22 marzo 2015    | Pan-STARRS          |
| 802767 | 2015 FZ430               | 21 marzo 2015    | Pan-STARRS          |
| 802768 | 2015 FL431               | 21 marzo 2015    | Pan-STARRS          |
| 802769 | 2015 FS431               | 22 marzo 2015    | Mount Lemmon Survey |
| 802770 | 2015 FG432               | 30 marzo 2015    | Pan-STARRS          |
| 802771 | 2015 FS432               | 22 marzo 2015    | Pan-STARRS          |
| 802772 | 2015 FB434               | 22 marzo 2015    | Pan-STARRS          |
| 802773 | 2015 FS434               | 17 marzo 2015    | Pan-STARRS          |
| 802774 | 2015 FH436               | 21 marzo 2015    | Pan-STARRS          |
| 802775 | 2015 FS436               | 30 marzo 2015    | Pan-STARRS          |
| 802776 | 2015 FJ437               | 22 marzo 2015    | Pan-STARRS          |
| 802777 | 2015 FD438               | 29 marzo 2015    | Pan-STARRS          |
| 802778 | 2015 FO438               | 21 marzo 2015    | Pan-STARRS          |
| 802779 | 2015 FT438               | 30 marzo 2015    | Pan-STARRS          |
| 802780 | 2015 FZ438               | 26 marzo 2015    | Spacewatch          |
| 802781 | 2015 FC439               | 21 marzo 2015    | Pan-STARRS          |
| 802782 | 2015 FJ442               | 21 marzo 2015    | Pan-STARRS          |
| 802783 | 2015 FC443               | 24 marzo 2015    | Pan-STARRS          |
| 802784 | 2015 FK443               | 24 marzo 2015    | Mount Lemmon Survey |
| 802785 | 2015 FX445               | 28 marzo 2015    | Pan-STARRS          |
| 802786 | 2015 FG446               | 25 marzo 2015    | Pan-STARRS          |
| 802787 | 2015 FX448               | 21 marzo 2015    | Pan-STARRS          |
| 802788 | 2015 FD450               | 31 marzo 2015    | Pan-STARRS          |
| 802789 | 2015 FL450               | 22 marzo 2015    | Pan-STARRS          |
| 802790 | 2015 FM451               | 16 marzo 2015    | Mount Lemmon Survey |
| 802791 | 2015 FE453               | 21 marzo 2015    | Mount Lemmon Survey |
| 802792 | 2015 FF456               | 28 gennaio 2015  | Pan-STARRS          |
| 802793 | 2015 FE457               | 24 marzo 2015    | Mount Lemmon Survey |
| 802794 | 2015 FX457               | 31 dicembre 2013 | Mount Lemmon Survey |
| 802795 | 2015 FG458               | 21 marzo 2015    | Pan-STARRS          |
| 802796 | 2015 FY458               | 29 marzo 2015    | Pan-STARRS          |
| 802797 | 2015 FP462               | 17 aprile 2015   | CTIO-DECam          |
| 802798 | 2015 FA466               | 21 marzo 2015    | Pan-STARRS          |
| 802799 | 2015 FC466               | 28 marzo 2015    | Pan-STARRS          |
| 802800 | 2015 FC467               | 22 marzo 2015    | Pan-STARRS          |

## 802801–802900
| Nome   | Designazione provvisoria | Data di scoperta | Scopritore            |
| ------ | ------------------------ | ---------------- | --------------------- |
| 802801 | 2015 FL467               | 24 marzo 2015    | Mount Lemmon Survey   |
| 802802 | 2015 FM467               | 23 marzo 2015    | DES                   |
| 802803 | 2015 FQ468               | 17 marzo 2015    | Pan-STARRS            |
| 802804 | 2015 FD470               | 28 marzo 2015    | Pan-STARRS            |
| 802805 | 2015 FL472               | 22 marzo 2015    | Mount Lemmon Survey   |
| 802806 | 2015 FT472               | 21 marzo 2015    | Pan-STARRS            |
| 802807 | 2015 FT473               | 9 aprile 2010    | Mount Lemmon Survey   |
| 802808 | 2015 FA474               | 25 marzo 2015    | Pan-STARRS            |
| 802809 | 2015 FE474               | 21 marzo 2015    | Pan-STARRS            |
| 802810 | 2015 FP481               | 27 novembre 2017 | Mount Lemmon Survey   |
| 802811 | 2015 FY482               | 17 marzo 2015    | Mount Lemmon Survey   |
| 802812 | 2015 FK493               | 1 maggio 2016    | CTIO-DECam            |
| 802813 | 2015 GN2                 | 2 febbraio 2008  | Mount Lemmon Survey   |
| 802814 | 2015 GX3                 | 10 aprile 2015   | Mount Lemmon Survey   |
| 802815 | 2015 GM4                 | 9 ottobre 2012   | Pan-STARRS            |
| 802816 | 2015 GE7                 | 16 marzo 2015    | Pan-STARRS            |
| 802817 | 2015 GF9                 | 10 aprile 2015   | Mount Lemmon Survey   |
| 802818 | 2015 GM13                | 10 aprile 2015   | Pan-STARRS            |
| 802819 | 2015 GN16                | 24 febbraio 2015 | Pan-STARRS            |
| 802820 | 2015 GL20                | 22 marzo 2015    | Pan-STARRS            |
| 802821 | 2015 GV22                | 12 aprile 2015   | Pan-STARRS            |
| 802822 | 2015 GZ22                | 16 febbraio 2015 | Pan-STARRS            |
| 802823 | 2015 GY33                | 24 gennaio 2014  | Pan-STARRS            |
| 802824 | 2015 GO42                | 22 marzo 2015    | Pan-STARRS            |
| 802825 | 2015 GP42                | 21 marzo 2015    | Pan-STARRS            |
| 802826 | 2015 GT42                | 15 aprile 2015   | Pan-STARRS            |
| 802827 | 2015 GO47                | 20 febbraio 2009 | Spacewatch            |
| 802828 | 2015 GS52                | 28 gennaio 2015  | Pan-STARRS            |
| 802829 | 2015 GO59                | 14 aprile 2015   | Mount Lemmon Survey   |
| 802830 | 2015 GP59                | 12 aprile 2015   | Pan-STARRS            |
| 802831 | 2015 GQ59                | 12 aprile 2015   | Pan-STARRS            |
| 802832 | 2015 GT60                | 22 aprile 1998   | Spacewatch            |
| 802833 | 2015 GH61                | 1 aprile 2015    | Mount Lemmon Survey   |
| 802834 | 2015 GR61                | 9 aprile 2015    | Mount Lemmon Survey   |
| 802835 | 2015 GS61                | 14 aprile 2015   | M. Altmann, T. Prusti |
| 802836 | 2015 GP62                | 14 aprile 2015   | Mount Lemmon Survey   |
| 802837 | 2015 GS62                | 13 aprile 2015   | Pan-STARRS            |
| 802838 | 2015 GR63                | 13 aprile 2015   | Pan-STARRS            |
| 802839 | 2015 GV63                | 14 aprile 2015   | Mount Lemmon Survey   |
| 802840 | 2015 GY63                | 27 marzo 2015    | Spacewatch            |
| 802841 | 2015 GX65                | 9 aprile 2015    | Mount Lemmon Survey   |
| 802842 | 2015 GC66                | 12 aprile 2015   | Pan-STARRS            |
| 802843 | 2015 GJ66                | 13 aprile 2015   | Pan-STARRS            |
| 802844 | 2015 GT66                | 13 aprile 2015   | Pan-STARRS            |
| 802845 | 2015 GB68                | 11 aprile 2015   | Mount Lemmon Survey   |
| 802846 | 2015 GH68                | 10 aprile 2015   | Mount Lemmon Survey   |
| 802847 | 2015 GJ68                | 9 aprile 2015    | Mount Lemmon Survey   |
| 802848 | 2015 GO70                | 10 aprile 2015   | Mount Lemmon Survey   |
| 802849 | 2015 GX70                | 10 aprile 2015   | Pan-STARRS            |
| 802850 | 2015 GH74                | 10 aprile 2015   | Mount Lemmon Survey   |
| 802851 | 2015 GC80                | 13 aprile 2015   | M. Altmann, T. Prusti |
| 802852 | 2015 HV1                 | 23 febbraio 2015 | Pan-STARRS            |
| 802853 | 2015 HY4                 | 16 aprile 2015   | Pan-STARRS            |
| 802854 | 2015 HA8                 | 29 dicembre 2014 | Pan-STARRS            |
| 802855 | 2015 HU11                | 28 gennaio 2015  | Pan-STARRS            |
| 802856 | 2015 HB16                | 3 febbraio 2008  | Spacewatch            |
| 802857 | 2015 HL18                | 3 gennaio 2011   | Mount Lemmon Survey   |
| 802858 | 2015 HN22                | 22 maggio 2011   | Mount Lemmon Survey   |
| 802859 | 2015 HO26                | 17 aprile 2010   | Spacewatch            |
| 802860 | 2015 HQ29                | 26 febbraio 2008 | Mount Lemmon Survey   |
| 802861 | 2015 HZ29                | 30 dicembre 2008 | Mount Lemmon Survey   |
| 802862 | 2015 HU31                | 21 marzo 2015    | Pan-STARRS            |
| 802863 | 2015 HJ45                | 27 marzo 2015    | Pan-STARRS            |
| 802864 | 2015 HS47                | 25 marzo 2015    | Pan-STARRS            |
| 802865 | 2015 HV48                | 28 dicembre 2013 | Spacewatch            |
| 802866 | 2015 HU49                | 24 marzo 2015    | Pan-STARRS            |
| 802867 | 2015 HX49                | 10 aprile 2010   | R. Holmes             |
| 802868 | 2015 HY52                | 10 aprile 2015   | Mount Lemmon Survey   |
| 802869 | 2015 HZ54                | 21 marzo 2015    | Pan-STARRS            |
| 802870 | 2015 HE56                | 18 aprile 2015   | Pan-STARRS            |
| 802871 | 2015 HU59                | 18 aprile 2015   | Pan-STARRS            |
| 802872 | 2015 HB66                | 23 aprile 2015   | Pan-STARRS            |
| 802873 | 2015 HZ73                | 18 ottobre 2012  | Pan-STARRS            |
| 802874 | 2015 HQ75                | 18 marzo 2015    | Pan-STARRS            |
| 802875 | 2015 HV77                | 23 aprile 2015   | Pan-STARRS            |
| 802876 | 2015 HP83                | 23 aprile 2015   | Pan-STARRS            |
| 802877 | 2015 HP91                | 27 febbraio 2015 | Pan-STARRS            |
| 802878 | 2015 HZ91                | 23 aprile 2015   | Pan-STARRS            |
| 802879 | 2015 HG99                | 23 aprile 2015   | Pan-STARRS            |
| 802880 | 2015 HC105               | 21 marzo 2015    | Pan-STARRS            |
| 802881 | 2015 HW105               | 28 luglio 2011   | Pan-STARRS            |
| 802882 | 2015 HC106               | 22 marzo 2015    | Pan-STARRS            |
| 802883 | 2015 HS111               | 28 marzo 2015    | Pan-STARRS            |
| 802884 | 2015 HB113               | 28 gennaio 2015  | Pan-STARRS            |
| 802885 | 2015 HY116               | 13 aprile 2015   | Pan-STARRS            |
| 802886 | 2015 HU117               | 14 marzo 2015    | Spacewatch            |
| 802887 | 2015 HD118               | 23 aprile 2015   | Pan-STARRS            |
| 802888 | 2015 HJ118               | 10 dicembre 2010 | Mount Lemmon Survey   |
| 802889 | 2015 HO121               | 23 aprile 2015   | Pan-STARRS            |
| 802890 | 2015 HW126               | 23 aprile 2015   | Pan-STARRS            |
| 802891 | 2015 HN131               | 23 aprile 2015   | Pan-STARRS            |
| 802892 | 2015 HC137               | 28 marzo 2015    | Pan-STARRS            |
| 802893 | 2015 HX138               | 28 gennaio 2006  | Spacewatch            |
| 802894 | 2015 HA139               | 23 aprile 2015   | Pan-STARRS            |
| 802895 | 2015 HW139               | 23 aprile 2015   | Pan-STARRS            |
| 802896 | 2015 HF141               | 13 novembre 2012 | Mount Lemmon Survey   |
| 802897 | 2015 HK142               | 23 aprile 2015   | Pan-STARRS            |
| 802898 | 2015 HX145               | 23 aprile 2015   | Pan-STARRS            |
| 802899 | 2015 HG153               | 23 aprile 2015   | Pan-STARRS            |
| 802900 | 2015 HS155               | 18 aprile 2015   | Pan-STARRS            |

## 802901–803000
| Nome   | Designazione provvisoria | Data di scoperta | Scopritore            |
| ------ | ------------------------ | ---------------- | --------------------- |
| 802901 | 2015 HV157               | 24 aprile 2015   | Pan-STARRS            |
| 802902 | 2015 HK162               | 24 aprile 2015   | Pan-STARRS            |
| 802903 | 2015 HN164               | 24 aprile 2015   | Pan-STARRS            |
| 802904 | 2015 HU165               | 24 aprile 2015   | Pan-STARRS            |
| 802905 | 2015 HH166               | 24 aprile 2015   | Pan-STARRS            |
| 802906 | 2015 HQ179               | 12 febbraio 2011 | Mount Lemmon Survey   |
| 802907 | 2015 HS180               | 31 marzo 2015    | Pan-STARRS            |
| 802908 | 2015 HP183               | 23 aprile 2015   | Pan-STARRS            |
| 802909 | 2015 HA187               | 25 febbraio 2011 | Mount Lemmon Survey   |
| 802910 | 2015 HC191               | 23 aprile 2015   | Pan-STARRS            |
| 802911 | 2015 HB192               | 23 aprile 2015   | Pan-STARRS            |
| 802912 | 2015 HZ193               | 25 gennaio 2014  | Pan-STARRS            |
| 802913 | 2015 HJ194               | 25 aprile 2015   | Pan-STARRS            |
| 802914 | 2015 HS194               | 25 aprile 2015   | Pan-STARRS            |
| 802915 | 2015 HX199               | 25 aprile 2015   | Pan-STARRS            |
| 802916 | 2015 HZ199               | 20 aprile 2015   | Spacewatch            |
| 802917 | 2015 HA200               | 23 aprile 2015   | Pan-STARRS            |
| 802918 | 2015 HF200               | 23 aprile 2015   | Pan-STARRS            |
| 802919 | 2015 HP200               | 23 aprile 2015   | Pan-STARRS            |
| 802920 | 2015 HU200               | 24 aprile 2015   | Pan-STARRS            |
| 802921 | 2015 HW201               | 25 aprile 2015   | Pan-STARRS            |
| 802922 | 2015 HQ202               | 23 maggio 2004   | Spacewatch            |
| 802923 | 2015 HM203               | 15 ottobre 2017  | Mount Lemmon Survey   |
| 802924 | 2015 HQ204               | 25 aprile 2015   | Pan-STARRS            |
| 802925 | 2015 HG206               | 18 aprile 2015   | Pan-STARRS            |
| 802926 | 2015 HV206               | 10 agosto 2016   | Pan-STARRS            |
| 802927 | 2015 HX206               | 25 aprile 2015   | Pan-STARRS            |
| 802928 | 2015 HK207               | 25 aprile 2015   | Pan-STARRS            |
| 802929 | 2015 HN207               | 23 aprile 2015   | Pan-STARRS            |
| 802930 | 2015 HM208               | 25 aprile 2015   | Pan-STARRS            |
| 802931 | 2015 HN209               | 18 aprile 2015   | Pan-STARRS            |
| 802932 | 2015 HA210               | 23 aprile 2015   | Pan-STARRS            |
| 802933 | 2015 HD210               | 25 aprile 2015   | Pan-STARRS            |
| 802934 | 2015 HL210               | 23 aprile 2015   | Pan-STARRS            |
| 802935 | 2015 HW210               | 25 aprile 2015   | Pan-STARRS            |
| 802936 | 2015 HA211               | 20 aprile 2015   | Pan-STARRS            |
| 802937 | 2015 HB211               | 18 aprile 2015   | Pan-STARRS            |
| 802938 | 2015 HO211               | 25 aprile 2015   | Pan-STARRS            |
| 802939 | 2015 HF212               | 25 aprile 2015   | Pan-STARRS            |
| 802940 | 2015 HX212               | 25 aprile 2015   | Pan-STARRS            |
| 802941 | 2015 HQ213               | 25 aprile 2015   | Pan-STARRS            |
| 802942 | 2015 HR213               | 25 aprile 2015   | Pan-STARRS            |
| 802943 | 2015 HV213               | 18 aprile 2015   | Mount Lemmon Survey   |
| 802944 | 2015 HY213               | 16 aprile 2015   | Mount Lemmon Survey   |
| 802945 | 2015 HT214               | 16 aprile 2015   | Mount Lemmon Survey   |
| 802946 | 2015 HN215               | 25 aprile 2015   | Pan-STARRS            |
| 802947 | 2015 HP215               | 25 aprile 2015   | Spacewatch            |
| 802948 | 2015 HW216               | 23 aprile 2015   | Pan-STARRS            |
| 802949 | 2015 HE217               | 16 aprile 2015   | M. Altmann, T. Prusti |
| 802950 | 2015 HX217               | 25 aprile 2015   | Pan-STARRS            |
| 802951 | 2015 HH219               | 23 aprile 2015   | Pan-STARRS            |
| 802952 | 2015 HO219               | 23 aprile 2015   | Pan-STARRS            |
| 802953 | 2015 HN220               | 23 aprile 2015   | Pan-STARRS            |
| 802954 | 2015 HC221               | 25 aprile 2015   | Pan-STARRS            |
| 802955 | 2015 HD221               | 23 aprile 2015   | Pan-STARRS            |
| 802956 | 2015 HK221               | 23 aprile 2015   | Pan-STARRS            |
| 802957 | 2015 HU221               | 23 aprile 2015   | Pan-STARRS            |
| 802958 | 2015 HW222               | 23 aprile 2015   | Pan-STARRS 2          |
| 802959 | 2015 HH225               | 23 aprile 2015   | Pan-STARRS            |
| 802960 | 2015 HX226               | 25 aprile 2015   | Pan-STARRS            |
| 802961 | 2015 HK228               | 18 aprile 2015   | CTIO-DECam            |
| 802962 | 2015 HU228               | 18 aprile 2015   | CTIO-DECam            |
| 802963 | 2015 HA230               | 18 aprile 2015   | CTIO-DECam            |
| 802964 | 2015 HE230               | 18 aprile 2015   | CTIO-DECam            |
| 802965 | 2015 HT233               | 20 aprile 2015   | Pan-STARRS            |
| 802966 | 2015 HB235               | 18 aprile 2015   | CTIO-DECam            |
| 802967 | 2015 HL237               | 23 aprile 2015   | Pan-STARRS            |
| 802968 | 2015 HH238               | 2 marzo 2009     | Mount Lemmon Survey   |
| 802969 | 2015 HW239               | 21 aprile 2015   | CTIO-DECam            |
| 802970 | 2015 HP241               | 2 gennaio 2014   | Spacewatch            |
| 802971 | 2015 HF242               | 18 aprile 2015   | CTIO-DECam            |
| 802972 | 2015 HG249               | 18 aprile 2015   | CTIO-DECam            |
| 802973 | 2015 HR249               | 18 aprile 2015   | CTIO-DECam            |
| 802974 | 2015 HT251               | 20 aprile 2015   | Pan-STARRS            |
| 802975 | 2015 HQ252               | 19 aprile 2015   | CTIO-DECam            |
| 802976 | 2015 HV252               | 18 aprile 2015   | CTIO-DECam            |
| 802977 | 2015 HY254               | 23 aprile 2015   | Pan-STARRS            |
| 802978 | 2015 HT258               | 18 aprile 2015   | CTIO-DECam            |
| 802979 | 2015 HF262               | 18 aprile 2015   | CTIO-DECam            |
| 802980 | 2015 HH263               | 19 aprile 2015   | Mount Lemmon Survey   |
| 802981 | 2015 HH265               | 19 aprile 2015   | Mount Lemmon Survey   |
| 802982 | 2015 HF283               | 18 aprile 2015   | CTIO-DECam            |
| 802983 | 2015 HU283               | 25 aprile 2015   | Pan-STARRS            |
| 802984 | 2015 HW283               | 20 aprile 2015   | CTIO-DECam            |
| 802985 | 2015 HY284               | 18 aprile 2015   | CTIO-DECam            |
| 802986 | 2015 HG288               | 19 aprile 2015   | CTIO-DECam            |
| 802987 | 2015 HX288               | 18 aprile 2015   | CTIO-DECam            |
| 802988 | 2015 HE289               | 24 aprile 2015   | Pan-STARRS            |
| 802989 | 2015 HN290               | 19 aprile 2015   | CTIO-DECam            |
| 802990 | 2015 HT290               | 25 aprile 2015   | CTIO-DECam            |
| 802991 | 2015 HB293               | 18 aprile 2015   | CTIO-DECam            |
| 802992 | 2015 HT293               | 25 aprile 2015   | Pan-STARRS            |
| 802993 | 2015 HN295               | 18 aprile 2015   | CTIO-DECam            |
| 802994 | 2015 HS297               | 24 aprile 2015   | Pan-STARRS            |
| 802995 | 2015 HR298               | 21 aprile 2015   | CTIO-DECam            |
| 802996 | 2015 HU298               | 18 aprile 2015   | CTIO-DECam            |
| 802997 | 2015 HA301               | 21 aprile 2015   | CTIO-DECam            |
| 802998 | 2015 HN301               | 18 aprile 2015   | CTIO-DECam            |
| 802999 | 2015 HZ301               | 25 aprile 2015   | Pan-STARRS            |
| 803000 | 2015 HS305               | 20 aprile 2015   | CTIO-DECam            |